# Pattaya United FC (2023)
Der Pattaya United Football Club (thailändisch สโมสรฟุตบอลพัทยา ยูไนเต็ด, RTGS Samoson Futbon Phatthaya Yunaitet) ist ein thailändischer Fußballverein aus Pattaya in der Provinz Chonburi. Aktuell spielt der Verein in der zweiten Liga.
Der Verein ist auch unter dem Namen The Dolphins (โลมาสายพันธุ์ใหม่) bekannt.

## Vereinsgeschichte
Der Verein wurde 2011 gegründet. Ende 2018 wurde der Verein von Esan D-Beach Aura Pattaya FC in Pattaya Discovery United FC umbenannt. 2016 spielte der Verein in der vierten Liga. Nach der Umstrukturierung des thailändischen Ligasystems spielte der Verein 2017 in der Thailand Amateur League. Hier wurde der Verein Meister und stieg in die vierte Liga, der Thai League 4, auf wo man in der Eastern Region spielte. Die erste Saison schloss man mit einem sechsten Platz ab.
Am 22. Mai 2021 wurde bekannt gegeben, dass der Verein den Besitzer gewechselt hat und sich in Pattaya Dolphins United umbenannt hat.
Die Saison 2021/22 feierte Pattaya die Meisterschaft der Eastern Region der dritten Liga. In den Aufstiegsspielen zur zweiten Liga konnte man sich jedoch nicht durchsetzen. Ein Jahr später wurde man wieder Meister der Region und nahm an den Aufstiegsspielen zur zweiten Liga teil. Hier konnte man sich, wie im Vorjahr nicht durchsetzen. Man belegte insgesamt den vierten Platz der dritten Liga. Nachdem der Drittligameister MH Nakhonsi City FC die Lizenz für die zweite Liga nicht erhielt, stieg Pattaya als Tabellenvierter in die zweite Liga auf. Anfang Juli 2023 benannte sich der Verein in Pattaya United FC um. Am Ende der Saison 2024/25 belegte man den 16. Tabellenplatz und musste somit in die dritte Liga absteigen. Im Juli 2025 zog sich der Zweitligist Lampang FC aus dem Spielbetrieb zurück. Den freiwerdenden Platz in der zweiten Liga nahm Pattaya ein.

## Stadion
Seine Heimspiele trägt der Verein im Nong Prue Stadium aus. Ursprünglich 3000 Zuschauer fassend, wurde die Kapazität 2015 durch Renovierungsarbeiten auf etwa 5500 erhöht. Eigentümer der Sportanlage ist die Nong Prue Municipality. Nachdem der Thai-League-Verein Pattaya United aufgelöst wurde, der das Stadion als Austragungsort für Heimspiele genutzt hatte, wurden die Hintertortribünen wieder abgebaut. Das Stadion hat nun wieder ein Fassungsvermögen von rund 3000 Zuschauern.

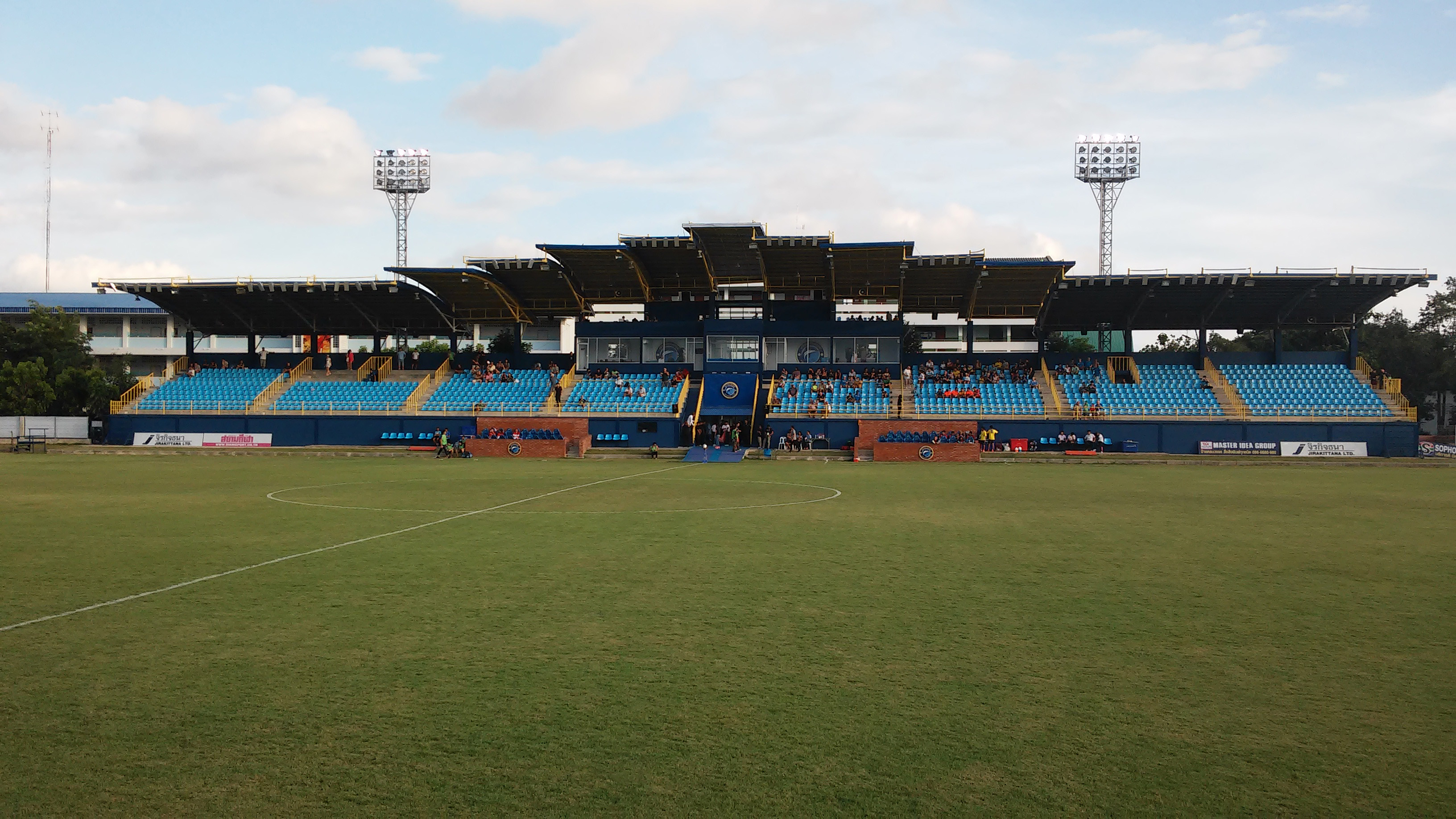
Nongprue Municipality Stadion

### Spielstätten seit 2018
| Saison       | Stadion           | Standort                  | Kapazität | Eigentümer             | Koordinaten                       |
| ------------ | ----------------- | ------------------------- | --------- | ---------------------- | --------------------------------- |
| 2018 – heute | Nong Prue Stadium | Pattaya, Provinz Chonburi | 3000      | Nong Prue Municipality | 12° 55′ 27,6″ N, 100° 56′ 13,8″ O |

## Vereinserfolge
- Thailand Amateur League – East: 2017  ▲
- Thai League 3 – East: 2021/22, 2022/23

## Aktueller Kader
Stand: 1. Februar 2025
| Nr. |           | Position | Name                   |
| --- | --------- | -------- | ---------------------- |
| 4   | Thailand  | AB       | Pharanyu Uppala        |
| 5   | Iran      | AB       | Abdolreza Zarei        |
| 6   | Thailand  | AB       | Thosporn Ijoy          |
| 7   | Brasilien | MF       | Patrick Mota           |
| 8   | Thailand  | MF       | Thanapong Boontab      |
| 9   | England   | ST       | Karam Idris            |
| 10  | Brasilien | ST       | Fellipe Veloso         |
| 11  | Thailand  | MF       | Sarawut Thorarit       |
| 14  | Thailand  | AB       | Krithawu Sodachan      |
| 17  | Thailand  | ST       | Supakit Niamkong       |
| 18  | Thailand  | TW       | Akarachai Khaoprasert  |
| 19  | Thailand  | AB       | Tony Laurent-Gonnet    |
| 20  | Thailand  | AB       | Meechok Marhasaranukun |
| 21  | Thailand  | AB       | Kritsada Sriwanit      |
| 22  | Thailand  | AB       | Tanakorn Navanich      |

| Nr. |          | Position | Name                         |
| --- | -------- | -------- | ---------------------------- |
| 23  | Thailand | MF       | Maïa Fataweeporn             |
| 25  | Thailand | MF       | Nititorn Sripramarn          |
| 27  | Thailand | MF       | Rattapong Promla             |
| 28  | Thailand | MF       | Patthadon Tiangwong          |
| 29  | Thailand | ST       | Narakorn Khana               |
| 30  | Thailand | TW       | Chanin Sae-ear               |
| 31  | Thailand | TW       | Nattakitt Kanapornthawornpat |
| 35  | Thailand | AB       | Weerawut Kayem               |
| 36  | Thailand | AB       | Thaned Benyapad              |
| 47  | Thailand | AB       | Gorawit Wongkrai             |
| 51  | Thailand | AB       | Park Joon-yeong              |
| 55  | Thailand | TW       | Piyawat Intarapim            |
| 69  | Thailand | MF       | Aiyarat Duangmanee           |
| 88  | Thailand | AB       | Thanakorn Singkhokkruad      |
| 97  | Thailand | AB       | Kongphop Luadsong            |

## Beste Torschützen seit 2017
| Saison  | Name                                               | Tore |
| ------- | -------------------------------------------------- | ---- |
| 2017    | Thawatchai Yokyos Siripong Meesiri Kritsada Sansud | 5    |
| 2018    | Treepect Kruearanya                                | 7    |
| 2019    | Narathip Kruearanya                                | 17   |
| 2020/21 | Pipat Thonkanya                                    | 6    |
| 2021/22 | Pedro                                              | 24   |
| 2022/23 | Danilo                                             | 13   |
| 2023/24 | Judivan                                            | 14   |
| 2024/25 | Fellipe Veloso                                     | 8    |
| 2025/26 |                                                    |      |

## Saisonplatzierung
| Saison                       | Liga                                | Liga                         | Liga                         | Liga                         | Liga                         | Liga                         | Liga                         | Liga                         | Liga                         | Pokal                        | Pokal                        |
| Saison                       | Liga                                | Level                        | Spiele                       | S                            | U                            | N                            | Tore                         | Punkte                       | Position                     | FA Cup                       | Thai League Cup              |
| Esan D-Beach Aura Pattaya FC | Esan D-Beach Aura Pattaya FC        | Esan D-Beach Aura Pattaya FC | Esan D-Beach Aura Pattaya FC | Esan D-Beach Aura Pattaya FC | Esan D-Beach Aura Pattaya FC | Esan D-Beach Aura Pattaya FC | Esan D-Beach Aura Pattaya FC | Esan D-Beach Aura Pattaya FC | Esan D-Beach Aura Pattaya FC | Esan D-Beach Aura Pattaya FC | Esan D-Beach Aura Pattaya FC |
| ---------------------------- | ----------------------------------- | ---------------------------- | ---------------------------- | ---------------------------- | ---------------------------- | ---------------------------- | ---------------------------- | ---------------------------- | ---------------------------- | ---------------------------- | ---------------------------- |
| 2016                         | Thailand Football Division 3 – East |                              | 2                            | 4                            | 1                            | 0                            | 20:4                         | 13                           | 3.                           | –                            | –                            |
| 2017                         | Thailand Amateur League – East      | 5                            | 7                            | 5                            | 2                            | 0                            | 22:9                         | 17                           | 1. ▲                         | 1. Runde                     | –                            |
| 2018                         | Thai League 4 – East                | 4                            | 27                           | 9                            | 8                            | 10                           | 31:36                        | 35                           | 6.                           | –                            | –                            |
| Pattaya Discovery United FC  |                                     |                              |                              |                              |                              |                              |                              |                              |                              |                              |                              |
| 2019                         | Thai League 4 – East                | 4                            | 28                           | 15                           | 6                            | 7                            | 52:31                        | 51                           | 3.                           | –                            | –                            |
| 2020                         | Thai League 4 – East                | 4                            | 2                            | 0                            | 1                            | 1                            | 2:3                          | 1                            | 5.                           |                              |                              |
| 2020/21                      | Thai League 3 – East                | 3                            | 16                           | 4                            | 5                            | 7                            | 21:34                        | 17                           | 8.                           | Qualifikationsrunde          | –                            |
| Pattaya Dolphins United FC   |                                     |                              |                              |                              |                              |                              |                              |                              |                              |                              |                              |
| 2021/22                      | Thai League 3 – East                | 3                            | 22                           | 16                           | 5                            | 1                            | 62:14                        | 53                           | 1.                           | 2. Runde                     | 2. Qualifikationsrunde       |
| 2022/23                      | Thai League 3 – East                | 3                            | 22                           | 16                           | 2                            | 4                            | 32:18                        | 50                           | 1.                           | 1. Runde                     | 1. Qualifikationsrunde       |
| Pattaya United FC            |                                     |                              |                              |                              |                              |                              |                              |                              |                              |                              |                              |
| 2023/24                      | Thai League 2                       | 2                            | 34                           | 15                           | 10                           | 9                            | 45:36                        | 55                           | 7.                           | 1. Runde                     | 1. Runde                     |
| 2024/25                      | Thai League 2                       | 2                            | 32                           | 8                            | 8                            | 16                           | 32:47                        | 32                           | 16.                          | 1. Runde                     | Play-off-Spiele              |
| 2025/26                      | Thai League 2                       | 2                            |                              |                              |                              |                              |                              |                              |                              |                              |                              |

| Abbruch nach dem zweiten Spieltag aufgrund der COVID-19-Pandemie |

## Trainer
| Name                             | Zeit bei Pattaya United | Zeit bei Pattaya United |
| Name                             | von                     | bis                     |
| -------------------------------- | ----------------------- | ----------------------- |
| Pipat Thonkanya (Spielertrainer) | 2019                    | 2020                    |
| Warit Boonsriphityanon           | 7. November 2013        | 23. März 2020           |
| Sarawut Janthapan                | 1. Juli 2021            | 31. Oktober 2021        |
| Sirisak Yodyardthai              | 1. November 2021        | 4. August 2022          |
| Therdsak Chaiman                 | 8. August 2022          | 31. Mai 2023            |
| Vimon Juncum                     | 17. Juni 2023           | Oktober 2023            |
| Theerawesin Seehawong            | 11. Oktober 2023        | 8. März 2024            |
| Surachart Singngon               | 8. März 2024            | 15. Juni 2024           |
| Theerawesin Seehawong            | 16. Juni 2024           | 17. September 2024      |
| Dennis Amato                     | 19. September 2024      | 2. März 2025            |
| Noppol Pitafai                   | 13. März 2025           | 8. April 2025           |
| Bene Lima                        | 8. April 2025           |                         |

## Zuschauerzahlen seit 2021
| Saison  | Liga          | Level | Gesamt- zuschauerzahl | Höchste Zuschauerzahl | Niedrigste Zuschauerzahl | Durchschnittliche Zuschauerzahl |
| ------- | ------------- | ----- | --------------------- | --------------------- | ------------------------ | ------------------------------- |
| 2021/22 | Thai League 3 | 3     | 4.386                 | 527                   | 0                        | 438                             |
| 2022/23 | Thai League 3 | 3     | 6.283                 | 766                   | 462                      | 629                             |
| 2023/24 | Thai League 2 | 2     | 25.387                | 2.034                 | 940                      | 1.493                           |
| 2024/25 | Thai League 2 | 2     | 27.873                | 2.780                 | 0                        | 1.858                           |
| 2025/26 | Thai League 2 | 2     |                       |                       |                          |                                 |

## Sponsoren
| Jahr    | Ausrüster | Trikotsponsor          | Andere Trikotsponsoren  |
| ------- | --------- | ---------------------- | ----------------------- |
| 2021/22 | FBT       | Mittare Insurance      | Continental             |
| 2022/23 | FBT       | Mittare Insurance, Leo | Continental, Fourth GPS |
| 2023/24 | Volt      | Mittare Insurance, Leo |                         |
| 2024/25 | 4F        | Leo, Le Bua            |                         |

## Pattaya United FC U23
| Pattaya United FC U23 | Pattaya United FC U23 |
| --------------------- | --------------------- |
| Ort                   | Pattaya               |
| Stadion               | Nong Prue Stadium     |
| Kapazität             | 3000                  |
| Trainer               | Narong Thangruang     |
| Liga                  | Thai U23 League       |
| Saison                | 2024                  |
| Platzierung           | 5. Platz              |

### Stadion
Seine Heimspiele trägt die U23-Mannschaft im Nong Prue Stadium (thailändisch สนามกีฬาหนองปรือ หรือ สนามเทศบาลหนองปรือ) in Nong Prue aus. Das Stadion hat ein Fassungsvermögen von 3000 Personen.

### Saisonplatzierung
| Saison | Liga            | Spiele | S | U | N | Tore  | Punkte | Position | Bester Torschütze | Tore |
| ------ | --------------- | ------ | - | - | - | ----- | ------ | -------- | ----------------- | ---- |
| 2024   | Thai U23 League | 14     | 3 | 5 | 6 | 16:22 | 14     | 5.       |                   |      |

### Kader 2024
Stand: Dezember 2024
| Nr. |          | Position | Name                         |
| --- | -------- | -------- | ---------------------------- |
| 1   | Thailand | TW       | Sutaporn Kongwut             |
| 7   | Thailand | ST       | Athiphat Petcharat           |
| 8   | Thailand | MF       | Kullapat Sukphuwong          |
| 11  | Thailand | ST       | Paroonrit Singnon            |
| 14  | Thailand | MF       | Korawit Prasatsaeng          |
| 15  | Thailand | MF       | Siwaluk Ob-oun               |
| 17  | Thailand | ST       | Wanitchanan Chantawadee      |
| 18  | Thailand | TW       | Akrachai Khaoprasert         |
| 19  | Thailand | AB       | Tony Laurent-Gonnet          |
| 21  | Thailand | ST       | Phutawan Thongmusit          |
| 25  | Thailand | MF       | Manasanan Chaosuantang       |
| 27  | Thailand | MF       | Masato Sugiharto             |
| 28  | Thailand | AB       | Chanyut Singtum              |
| 31  | Thailand | TW       | Nattakitt Kanapornthawornpat |

| Nr. |          | Position | Name                    |
| --- | -------- | -------- | ----------------------- |
| 44  | Thailand | AB       | Puttipong Chanchaemsri  |
| 47  | Thailand | AB       | Gorawit Wongkrai        |
| 48  | Thailand | MF       | Weeraphat Phothanom     |
| 51  | Thailand | MF       | Park Joon-yeong         |
| 66  | Thailand | AB       | Natpisit Chompoonuch    |
| 69  | Thailand | ST       | Thanawat Srisawat       |
| 77  | Thailand | ST       | Thanakit Duangtawan     |
| 78  | Thailand | AB       | Phurit Boonparsit       |
| 86  | Thailand | ST       | Attapon Laepankeaw      |
| 87  | Thailand | MF       | Attachai Laepankaew     |
| 88  | Thailand | AB       | Thanakorn Singkhokkruad |
| 86  | Thailand | ST       | Attapon Laepankeaw      |
| 86  | Thailand | MF       | Attachai Laepankaew     |